# Untertürkheim
Untertürkheim, Stuttgart-Untertürkheim – okręg administracyjny (Stadtbezirk) w Stuttgarcie, w kraju związkowym Badenia-Wirtembergia. Liczy 15 876 mieszkańców (31 grudnia 2011) i ma powierzchnię 6,06 km².